# تجمع الجنح (غيل بن يمين)

تعديل مصدري - تعديل

تجمع الجنح(بئر السرح هو "تجمع بدوي" في عزلة غيل بن يمين بمديرية غيل بن يمين التابعة لمحافظة حضرموت، بلغ تعداد سكانها 16 نسمة حسب تعداد اليمن لعام 2004.